# Zijdstraat
De Zijdstraat is de belangrijkste winkelstraat in het Noord-Hollandse dorp Aalsmeer.
De straat loopt van noord naar zuid en begint op het punt waar de van Cleeffkade over gaat in de Uiterweg en ligt in het verlengde van de Stationsweg. De straat loopt uiteindelijk in noordelijke richting over in de Kanaalstraat welke straat uitkomt op de Ringvaart. In de auto-vrije straat bevinden zich een groot aantal winkels maar ook enkele horecagelegenheden. In 2011 kreeg de straat een metamorfose en werden er winkels en woningen bijgebouwd.  
Aan de straat staan, enigszins opzij, de molen De Leeuw en een doopsgezind kerkgebouw, beiden rijksmonument.
```

```